# 芒特奧利夫 (阿肯色州阿什利縣)
芒特奧利夫（英語：Mount Olive）是位於美國阿肯色州阿什利縣的一個非建制地區。該地的面積和人口皆未知。

## 地理
芒特奧利夫的座標為33°22′20″N 91°40′55″W / 33.37222°N 91.68194°W，而該地的平均海拔高度為52米（即171英尺）。